# Adolphe Jacoby
Adolphe Jacoby (Grandmenil, 17 augustus 1888 - Sint-Kruis, 28 mei 1976) was een Belgische militair en auteur.
Als overtuigd Belgicist en veteraan van de Eerste Wereldoorlog schreef Jacoby verschillende werken over opmerkelijke oorlogsveteranen. Zijn Belgicistische interpretatie van het verhaal van de gebroeders van Raemdonk is hiervan de bekendste.
Hij schreef onder andere:
- Le 4 e régiment de Ligne fête son centenaire (1930)
- Souvenirs de guerre. A la 1re compagnie du 11e régiment de Ligne du 30 julliet au 16 octobre 1914 (1934)
- Au drapeau! (1935)
- Garde à vous (1935)
- Ouvrez le ban!  (1935)
- Souvenirs de guerre. L'historique des 6e et 16e de Ligne d'après le carnet de campagne d'un volontaire (1935)
- Saluez! (1936)
- Histoirique succint du 14e de Ligne, 2e partie: pendant la guerre de 1914- 1918 (1939)

Tijdens de Tweede Wereldoorlog was Jacoby krijgsgevangene in Duitsland. In 1948 schreef hij zijn memoires over deze periode neer in het boek: "Derrière les barbelés, 1940-1945."
Het archief van Adolphe Jacoby wordt bewaard in het stadsarchief van Temse.